# Nicolae Militaru
Nicolae Militaru (Bălești, 10 novembre 1925 – Bucarest, 27 dicembre 1996) è stato un generale e politico rumeno. Fu il primo Ministro della difesa del governo rumeno, dopo il rovesciamento del regime comunista nel 1989.
Studiò all'Accademia Militare Michail Frunze a Mosca dove si licenziò come ufficiale. Al X Congresso del Partito Comunista Rumeno tenutosi nel 1969 fu eletto membro del Comitato Centrale. Nello stesso anno gli fu affidato il comando della guarnigione di Bucarest. Acquistò il grado di generale-colonnello nel 1974. Nel 1978 fu licenziato dall'esercito per essere stato implicato in un tentativo di destituzione di Nicolae Ceaușescu dal quale fu accusato di essere una spia sovietica al servizio del GRU. Successivamente Militaru ricoprì la modesta carica di segretario del Ministro dello sviluppo industriale. Fu riammesso nell'esercito col decreto n.2 del Presidente del Fronte della Salute Nazionale Ion Iliescu nel dicembre del 1989.
Presentò la propria candidatura alle elezioni presidenziali in Romania del 1996, ottenendo lo 0.22% dei consensi. Fu l'unico dei candidati ad essersi pronunciato contro l'adesione della Romania alla NATO.